# Władcy Nassau

## Hrabiowie Nassau
- 1123-1154 : Ruprecht I
- 1154-1198 : Walram I
- 1154-1159 : Ruprecht II
- 1159-1167 : Henryk I
- 1160-1191 : Ruprecht III
- 1198-1251 : Henryk II
- 1251-1255 : Walram II i Otto I

### Linia Walrama
- 1255-1277 : Walram II
- 1277-1298 : Adolf
- 1298-1305 : Ruprecht VII
- 1305-1361 : Gerlach I

### Hrabiowie Nassau-Weilburg (1355-1627)
- 1355-1371 : Jan I
- 1371-1429 : Filip I
- 1429-1480 : Jan III
- 1429-1492 : Filip II
- 1492-1523 : Ludwik I
- 1523-1559 : Filip III
- 1559-1593 : Albrecht
- 1559-1602 : Filip IV
- 1593-1627 : Ludwik II
- 1593-1597 : Wilhelm
- 1593-1602 : Jan Kazimierz
- 1627-1629 : Wilhelm Ludwik
- 1627-1629 : Jan
- 1627-1629 : Otto
- 1627-1655 : Ernest Kazimierz
- 1655-1675 : Fryderyk
- 1675-1719 : Jan Ernest
- 1719-1753 : Karol August
- 1753-1788 : Karol Christian
- 1788-1806 : Fryderyk Wilhelm

1806 Zjednoczenie Nassau-Weilburg i Nassau-Usingen w księstwa Nassau. Władcy Weilburg w ramach Księstw Nassau:
- 1806-1816 : Fryderyk Wilhelm
- 1816 : Wilhelm I (książę Nassau od 1816 - patrz niżej)

## Księstwo Nassau(1806-1866)
- 1806-1816 : Fryderyk August
- 1816-1839 : Wilhelm I
- 1839-1866 : Adolf (także wielki książę Luksemburga w latach 1890-1905)